# KONE

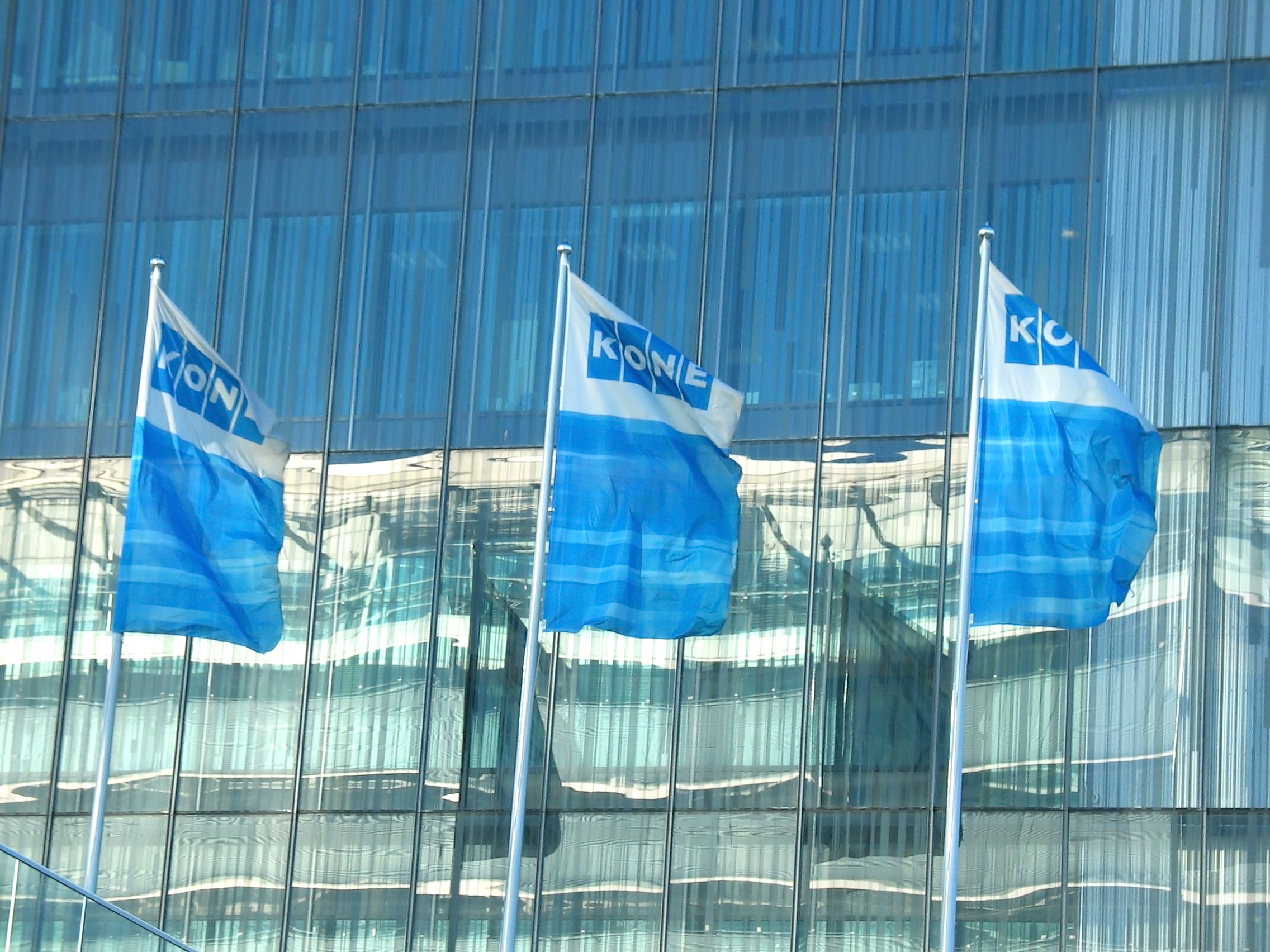
Banderas de la sede principal de KONE en Keilaniemi, Espoo, Finlandia.

KONE Oyj es uno de los fabricantes más importantes de elevadores y escaleras mecánicas del mundo y considerada dentro de las 3 más grandes a nivel de ingresos. 
Emplea a más de 60.000 personas en 60 países alrededor de todo el mundo.  
Reconocida por haber revolucionado el mercado en 1996, con la invención del ascensor sin cuarto de máquinas, y por ser la única representante de su sector que destaca en la lista de compañías más innovadoras del mundo de la revista Forbes.
En junio de 2023, KONE logra que todas sus plantas de manufactura a nivel mundial sean catalogadas como carbono neutro, volviéndose la única de su sector en alcanzarlo.

## Historia
La empresa se fundó el 27 de octubre de 1910 como Sociedad Anónima. El nombre Kone proviene del finlandés y se traduce como Máquina.
Su sede se encuentra en Espoo.
En 1970 la empresa se hizo con la primera compañía fundada fuera de Escandinavia, Ing. Stefan Sowitsch & Co.KG., fundada en 1914. La empresa se denominaba hasta 1999 Sowitsch Aktiengesellschaft, y más tarde Kone Sowitsch AG. No sería hasta el 1 de enero que adquiriera la denominación Kone Aktiengesellschaft.
En 1973 adquirió Kone GmbH, Aufzüge und Rolltreppen, Tür- und Torservice Hävemeyer & Sander, Aufzüge, empresa alemana fundada en 1873 en Hannover.
A mediados de los años 1980 KONE adquirió la empresa Aufzug-Bauer de Augsburgo (Alemania), filial que abandonó la producción para dedicarse actualmente a la mercadotecnia, montaje y mantenimiento.
En 1985 adquirió al fabricante italiano de ascensores Sabiem, desapareciendo esta marca tras su fusión con esta empresa.
En 1994 adquirió Montgomery Elevators, fabricante estadounidense de ascensores y escaleras mecánicas.
En 1996 adquirió O&K Rolltreppen.
Fruto de su continua inversión en investigación y desarrollo, en 1996 la empresa introdujo nuevas tecnologías, como la máquina de elevación Kone EcoDisc y el concepto de tecnología de ascensores sin cuarto de máquinas (Machine Room-Less). El uso de estos mecanismos permitió que todo el equipo del ascensor y su funcionamiento interno estuvieran confinados al interior del pozo del ascensor, en lugar de necesitar una sala entera dedicada a la máquina de tracción.
En junio de 2013, la compañía lanzó una nueva tecnología para ascensores de gran altura, llamada Kone UltraRope. Esta permite a los ascensores viajar alturas de hasta un kilómetro debido a su bajo peso y contribuye a reducir el consumo de energía de forma significativa. Sus propiedades se deben a su núcleo de cinta de fibra de carbono y un recubrimiento de alta fricción. La Torre Jeddah en Arabia Saudita (con una altura de 1.000 metros), que se inaugurará en 2024, contará con Kone UltraRope. 

## Perfil de empresa
Los ingresos anuales ascendieron a 10,5 miles de millones de euros y la plantilla comprende 62.000 empleados distribuidos en 800 filiales en 60 países. Kone fabrica ascensores, escaleras mecánicas, puertas y sistemas de descarga que comercializa en 80 países.

## Laboratorio de Pruebas
Sus ensayos para ascensores se realizan bajo tierra, concretamente a 350 metros, en lo que es el pasillo de ensayos más largo del mundo situado en Tytyri, Finlandia. 
Está compuesto de 11 pozos de ascensores, de los cuales 7 están destinados exclusivamente para rascacielos.
En sitio, KONE puede realizar pruebas bajo condiciones extremas y la velocidad de los ascensores en la instalación puede llegar a alcanzar los 70 km/h.